# Kettlewell with Starbotton
Kettlewell with Starbotton est une paroisse civile du Yorkshire du Nord, en Angleterre.